# Олексіївська сільська рада (Добровеличківський район)
| Олексіївська сільська рада — колишній орган місцевого самоврядування у Добровеличківському районі Кіровоградської області з адміністративним центром у с. Олексіївка. Сільській раді підпорядковані населені пункти: - с. Олексіївка - с. Кирилівка |

## Склад ради
Рада складається з 16 депутатів та голови.

### Керівний склад ради
| ПІБ                             | Основні відомості                                                                                  | Дата обрання | Дата звільнення |
| ------------------------------- | -------------------------------------------------------------------------------------------------- | ------------ | --------------- |
| Скороход Анатолій Володимирович | Сільський голова, 1956 року народження, освіта, член Всеукраїнського об'єднання 'Батьківщина'      | 26.03.2006   | 31.10.2010      |
| Скороход Анатолій Володимирович | Сільський голова, 1956 року народження, освіта вища, член Всеукраїнського об'єднання 'Батьківщина' | 31.10.2010   |                 |

Примітка: таблиця складена за даними джерела

## Населення
Згідно з переписом УРСР 1989 року чисельність наявного населення села становила 1402 особи, з яких 623 чоловіки та 779 жінок.
За переписом населення України 2001 року в селі мешкало 1318 осіб.

### Мова
Розподіл населення за рідною мовою за даними перепису 2001 року:
| Мова       | Відсоток |
| ---------- | -------- |
| українська | 95,60 %  |
| російська  | 3,57 %   |
| циганська  | 0,30 %   |
| білоруська | 0,15 %   |
| молдовська | 0,15 %   |
| інші       | 0,23 %   |